# Némethy Károly (jogász, 1862–1941)
Némethy Károly (Berettyóújfalu, 1862. augusztus 2. – Budapest, 1941. december 22.) jogi doktor, miniszteri osztálytanácsos.

## Élete
Némethy Lajos debreceni református lelkész és Fésős Emma fia. Gimnáziumi és jogi tanulmányait a debreceni kollégiumban végezte; ugyanitt a jogi és államtudományi államvizsgálatokat, majd a budapesti egyetemen a jogi doktorátusokat letette. 1885-ben a magyar királyi belügyminisztériumba fogalmazógyakornoknak belépett, 1889-ben fizetéses segédfogalmazóvá, ugyanez évben fogalmazóvá, 1893-ban segédtitkárrá, 1895-ben miniszteri titkárrá, 1899-ben pedig miniszteri osztálytanácsossá nevezték ki. A belügyminisztérium több ügyosztályában fogalmazói minőségben teljesített szolgálat után előbb a vármegyei, majd a közjogi, végül 1900. január 1-jén a belügyminisztériumban szervezett törvényelőkészítő (kodifikáló) főosztály vezetésével bízatott meg. Állandóan részt vett a belügyminisztérium utolsó évtizedi kodifikatorius alkotásaiban, így különösen a magyar királyi közigazgatási bíróságról, a község- és egyéb helynevekről, a nyilvános betegápolás költségeinek fedezéséről, a községi közigazgatási tanfolyamokról, az állami gyermekmenhelyekről, a közigazgatási eljárás egyszerűsítéséről szóló törvényjavaslatok előadói tervezeteinek s végrehajtási utasításainak kidolgozásában. Tagja volt az 1898. IV. törvénycikk alapján szervezett községi törzskönyv-bizottságnak, valamint az 1897. XXXV. törvénycikk 5. §-a értelmében a miniszterelnök által az országgyűlés elé terjesztendő évi jelentés szerkesztésére alakított vegyes bizottságnak. 1918 novemberéig dolgozott a belügyminisztériumnál. 1918-ban főrendiházi tag, majd 1927-től a felsőház tagja volt. 
Állandó belmunkatársa volt a Magyar Közigazgatás c. szaklapnak, melyben cikkeinek egész sorozata jelent meg.

## Munkái
- A m. kir. közigazgatási biróságokról szóló törvényjavaslat. Bpest, 1894.
- A m. kir. közigazgatási biróságokról a magyar jogászegyletben tartott értekezés. Bpest, 1894.
- A közigazgatási biróságról szóló törvény magyarázata. Bpest, 1897.
- A nyilvános betegápolás költségeinek fedezéséről szóló törvény magyarázata. Bpest, 1899.
- A közigazgatási eljárás egyszerűsítése. Bpest, 1903. Két kötet. (Ism. Vasárnapi Ujság 7. sz. sat.)
- A közigazgatási hivatalnokok képesítése és a közigazgatási gyakorlati vizsgák. Bp., 1912.

Szerkesztette az 1896-ban alapított Belügyi Közlönyt, a belügyminisztérium hivatalos lapját. 